# Rey Washam
Rey Washam, né Reynolds Washam le 14 mars 1961 à Austin (Texas), est un batteur américain. Actif depuis plus de vingt ans, il s'est rendu célèbre pour avoir joué avec de nombreux groupes, parmi lesquels on peut citer notamment Scratch Acid, Rapeman, Ministry, Big Boys, Helios Creed, The Didjits, Lard et Tad,,. Il a également remplacé Jason Schwartzman dans le cadre d'une tournée après son départ de Phantom Planet.
Il a participé aux diverses reformations de Scratch Acid en 2006.
Il réside actuellement à Los Angeles.